# Pan-STARRS
Pan-STARRS (англ. Panoramic Survey Telescope and Rapid Response System — система телескопов панорамного обзора и быстрого реагирования) — частично реализованная автоматическая система из нескольких телескопов, которая предназначена для обнаружения объектов до 24-й звёздной величины. Этого должно быть достаточно, чтобы обнаружить 99 % пересекающих земную орбиту астероидов, обладающих поперечником свыше 300 м. К 2018 году система включает 2 телескопа.
Система телескопов Pan-STARRS расположена на вершине вулкана Мауна-Кеа на острове Гавайи. Ей доступно 3/4 всего неба, или 30 000 квадратных градусов. Вся доступная область неба будет сканироваться три раза в месяц. Одиночный кадр будет иметь выдержку 30 секунд. Одна и та же область неба может повторно сниматься с интервалом в несколько десятков минут. После каждого сканирования будет получено несколько терабайт данных для анализа: из многообразия астрономических объектов будут выбраны те, которые движутся или меняют свой блеск.
Телескопы Pan-STARRS будут иметь большой угол обзора (большое поле зрения) — 7 квадратных градусов (квадрат со стороной 2,6°), что позволит покрыть небо относительно небольшим количеством снимков.
Первоначальный проект включал четыре телескопа, из которых к 2018 г. вступило в строй только два (первый из которых — Pan-STARRS-1 (PS1)), каждый из которых имеет зеркало диаметром по 1,8 м. Про первый из телескопов известно, что на нём установлена 1,4-гигапиксельная ПЗС-камера.
Эта программа — наиболее важный телескопический проект Гавайского университета за последние 30 лет.